# Hildegard Neumann
Hildegard Neumann (Jablonné v Podještědí, 4 maggio 1919 – Webster, 5 maggio 2011) è stata una militare tedesca, guardia di almeno due campi di concentramento nazisti durante la Seconda guerra mondiale.

## Servizio nei campi di concentramento
Neumann cominciò a prestare servizio nel campo di concentramento di Ravensbrück; dopo poco tempo, i nazisti la trasferirono nel campo di concentramento di Theresienstadt, in Cecoslovacchia, come capo-guardia (Oberaufseherin).
.

## Fuga dalla giustizia
Neumann fuggì dal campo nel maggio del 1945 e non fu mai processata per crimini di guerra. 